# إدوارد جاي هينينج
إدوارد جاي هينينج (بالإنجليزية: Edward J. Henning) هو محامي وقاضي أمريكي، ولد في 28 ديسمبر 1868 في أيرون ريدج في الولايات المتحدة، وتوفي في 6 سبتمبر 1937.